# Thomas Wharton Phillips junior

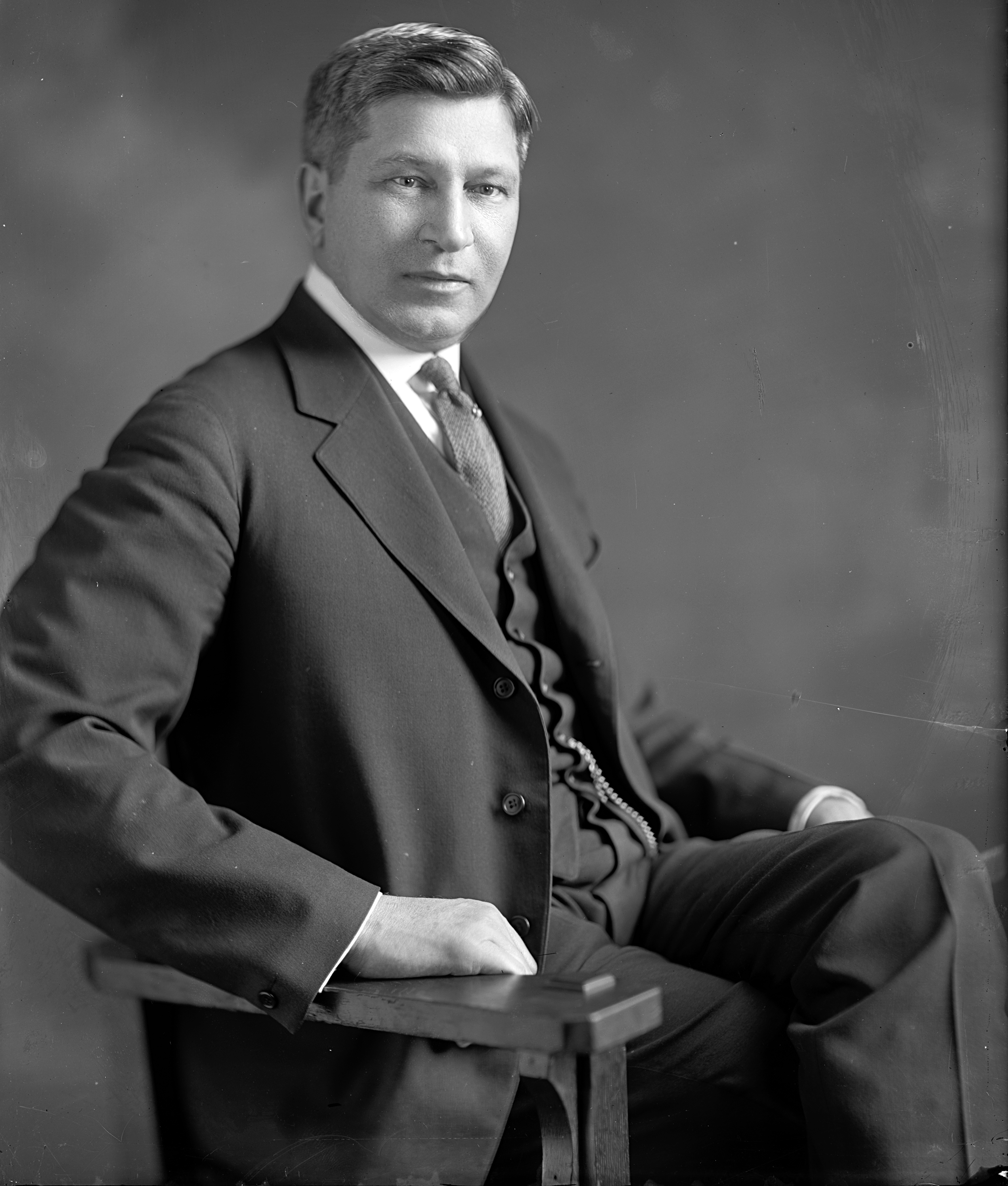
Thomas Wharton Phillips

Thomas Wharton Phillips Jr. (* 21. November 1874 in New Castle, Lawrence County, Pennsylvania; † 2. Januar 1956 in Penn, Pennsylvania) war ein US-amerikanischer Politiker. Zwischen 1923 und 1927 vertrat er den Bundesstaat Pennsylvania im US-Repräsentantenhaus.

## Werdegang
Thomas Phillips war der Sohn des gleichnamigen Kongressabgeordneten Thomas Wharton Phillips Sr. (1835–1912). Er besuchte die öffentlichen Schulen seiner Heimat und anschließend bis 1894 die Phillips Academy in Andover (Massachusetts). Danach studierte er bis 1897 an der zur Yale University gehörenden Sheffield Scientific School. In den folgenden Jahren arbeitete er in der Öl-, Gas- und Kohleindustrie. Gleichzeitig schlug er als Mitglied der Republikanischen Partei eine politische Laufbahn ein. Im Juni 1916 nahm er als Delegierter an der Republican National Convention in Chicago teil.
Bei den Kongresswahlen des Jahres 1922 wurde Phillips im 26. Wahlbezirk von Pennsylvania in das US-Repräsentantenhaus in Washington, D.C. gewählt, wo er am 4. März 1923 die Nachfolge von William Huntington Kirkpatrick antrat. Nach einer Wiederwahl konnte er bis zum 3. März 1927 zwei Legislaturperioden im Kongress absolvieren. Im Jahr 1926 verzichtete er auf eine weitere Kandidatur.
In den Jahren 1926, 1930 und 1934 strebte Phillips erfolglos die Nominierung seiner Partei für die Gouverneurswahlen in Pennsylvania an. Ansonsten setzte er seine früheren Tätigkeiten fort. Er wurde Präsident der Phillips Gas and Oil Co. und Direktor bei den Firmen Butler Consolidated Coal Co. und Pennsylvania Investment and Real Estate Corp. Thomas Phillips starb am 2. Januar 1956 in Penn.